# Ренайко
Ренайко (ісп. Renaico) — місто в Чилі. Адміністративний центр однойменної комуни. Населення - 5355 осіб (2002). Місто і комуна входить до складу провінції Мальєко і регіону Арауканія.
Територія комуни – 267,4 км². Чисельність населення - 9123 мешканців (2007). Щільність населення - 34,12 чол./км².

## Розташування
Місто розташоване за 118 км на північ від адміністративного центру області міста Темуко та за 18 км на північний схід від адміністративного центру провінції міста Анголь.
Комуна межує:
- на півночі - з комунами Насім'єнто і Негрете
- на сході — з комуною Мульчен
- на південному сході - з комуною Кольїпульї
- на заході — з комуною Анголь

## Демографія
Згідно з даними, зібраними під час перепису Національним інститутом статистики, населення комуни становить 9123 особи, з яких 4444 чоловіки та 4679 жінок.
Населення комуни становить 0,97% від загальної чисельності населення області регіону Арауканія. 19,77% належить до сільського населення та 80,23% - міське населення.

### Найважливіші населені пункти комуни
- Ренайко (місто) - 5355 мешканців
- Тижераль (селище) — 1523 мешканців